# Arular
Arular è l'album di debutto della cantante hip hop M.I.A., pubblicato per la XL Recordings nel 2005. Il titolo dell'album è il nome del padre della cantante.

## Tracce

### Versione USA (XL Recordings)
1. Banana Skit (Maya Arulpragasam) – 0:36
2. Pull Up the People (M. Arulpragasam, A. Brucker, Paschal Byrne) – 3:45
3. Bucky Done Gun (M. Arulpragasam, Carol Conners, Bill Conti, Wesley Pentz, Ayn Robbins) – 3:46
4. Fire Fire (M. Arulpragasam, Anthony Whiting) – 3:28
5. Freedom Skit (M. Arulpragasam) – 0:42
6. Amazon (M. Arulpragasam, Richard X) – 4:16
7. Bingo (M. Arulpragasam, Whiting) – 3:12
8. Hombre (M. Arulpragasam, Dwayne Wilson) – 4:02
9. One for the Head Skit (M. Arulpragasam) – 0:29
10. 10 Dollar (M. Arulpragasam, Richard X) – 4:03
11. Sunshowers (M. Arulpragasam, Stony Browder Jr., August Darnell, Steve Mackey and Ross Orton) – 3:16
12. Galang (M. Arulpragasam, Justine Frischmann, Mackey, Orton) – 3:35
13. M.I.A. (M. Arulpragasam, Frischmann, Sugu Arulpragasam) – 3:27

### Versione GB / internazionale / USA (Interscope)
1. Banana Skit (M. Arulpragasam) – 0:36
2. Pull Up the People (M. Arulpragasam, Brucker, Byrne) – 3:45
3. Bucky Done Gun (M. Arulpragasam, Conners, Conti, Pentz, Robbins) – 3:47
  - Campionamento: Gonna Fly Now di Bill Conti, ispirata a Injeção di Deise Tigrona
4. Sunshowers (M. Arulpragasam, Browder Jr., Darnell, Mackey, Orton) – 3:15
  - Campionamento: cori di Sunshower dei Dr. Buzzard's Original Savannah Band
5. Fire Fire (M. Arulpragasam, Whiting) – 3:28
6. Dash The Curry Skit (M. Arulpragasam) – 0:40
7. Amazon (M. Arulpragasam, Richard X) – 4:16
8. Bingo (M. Arulpragasam, Whiting) – 3:12
9. Hombre (M. Arulpragasam, Wilson) – 4:02
10. One for the Head Skit (M. Arulpragasam) – 0:29
11. 10 Dollar (M. Arulpragasam, Richard X) – 4:01
12. U.R.A.Q.T (M. Arulpragasam, Quincy Jones) – 3:26
  - Campionamento: The Streetbeater (Theme from Sanford & Son) di Quincy Jones
13. Galang (M. Arulpragasam, Frischmann, Mackey, Orton) – 3:35
14. M.I.A. (M. Arulpragasam, Frischmann, S. Arulpragasam) – 3:27